# Team Quantec-Indeland
Das Team Quantec-Indeland war ein deutsches Radsportteam mit Sitz in Stolberg (Rhld.).
Die Mannschaft wurde 2001 unter dem Namen Team Athleticum gegründet und hatte stets den Status eines Continental bzw. GS/III-Teams.  Hauptsponsor war der Radsportgroßhändler CCM Sport GmbH. Das Team wurde nach den jeweiligen Vertriebsmarken benannt, zuletzt in der Saison 2013 nach der Rennrad-Eigenmarke Quantec, zuvor nach Kuota und Eddy Merckx.
Teamchef war Markus Ganser, Sportmanager Rüdiger Systermans. Sportliche Leiter waren Frank Keusgen, Ina Systermans, Rainer Sorge, Frank Latussek, David Erkelenz, Udo Edlinger und Stefan Ganser.
Mit Ablauf der Saison 2013 wurde die Mannschaft aus finanziellen Gründen aufgelöst. Ein Teil des Fahrerstamms wurde vom neugegründeten Team Kuota – zunächst bekannt unter dem Arbeitstitel Team Rheinland-Pfalz – übernommen.

## Saison 2013

### Abgänge – Zugänge
| Zugänge           | Team 2012           | Abgänge                       | Team 2013    |
| ----------------- | ------------------- | ----------------------------- | ------------ |
| André Benoit      | Team Heizomat       | Andreas Stauff                | MTN Qhubeka  |
| Ron Pfeifer       | Seven Stones (2011) | Joop de Gans                  | Team 3M      |
| Gerold Henrichsen | Neoprofi            | Stefan Ganser                 | Karriereende |
| Luc Loozen        | Neoprofi            | Patrick Bercz                 | Unbekannt    |
| Andreas Miessen   | Neoprofi            | Maik Wensink                  | Unbekannt    |
| Raymond Werst     | Neoprofi            | Thomas Schneider (bis 25.07.) | Unbekannt    |
| Justin Wolf       | Neoprofi            |                               |              |

### Mannschaft
| Name                  | Geburtstag        | Nationalität | Team 2013                      |
| --------------------- | ----------------- | ------------ | ------------------------------ |
| André Benoit          | 2. August 1989    | Deutschland  | Team Kuota                     |
| Matthias Bertling     | 6. Juli 1987      | Deutschland  |                                |
| Julian Hellmann       | 20. Dezember 1990 | Deutschland  |                                |
| Gerold Henrichsen     | 4. Juli 1992      | Deutschland  |                                |
| Michael Kurth         | 18. November 1986 | Deutschland  | Team Kuota                     |
| Luc Loozen            | 8. September 1990 | Niederlande  | TWC. Maaslandster-Zuid Limburg |
| Andreas Miessen       | 9. Juli 1992      | Deutschland  |                                |
| Florian Monreal       | 23. Mai 1986      | Deutschland  | Team Kuota                     |
| Alexander Nordhoff    | 25. Oktober 1989  | Deutschland  | EGN Radsport Team              |
| Kim-Simon Nottebohm   | 30. März 1993     | Deutschland  |                                |
| Ron Pfeifer           | 23. Juli 1991     | Deutschland  | Jenatec Thüringer              |
| Robert Retschke       | 17. Dezember 1980 | Deutschland  | Team Kuota                     |
| Raymond Werst         | 23. Juli 1987     | Niederlande  |                                |
| Daniel Westmattelmann | 31. Oktober 1987  | Deutschland  | Team Kuota                     |
| Justin Wolf           | 15. Oktober 1992  | Deutschland  | Bike Aid-Ride for Help         |

## Saison 2009

### Erfolge in den UCI Continental Circuits
| Datum     | Rennen                        | Kat. | Fahrer         |
| --------- | ----------------------------- | ---- | -------------- |
| 19. April | Rund um Düren                 | 1.2  | Dennis Pohl    |
| 9. Juni   | 3. Etappe Thüringen-Rundfahrt | 2.2U | Andreas Stauff |
| 10. Juni  | 4. Etappe Thüringen-Rundfahrt | 2.2U | Andreas Stauff |
| 4. August | 1. Etappe Tour des Pyrénées   | 2.2  | Dennis Pohl    |

## Platzierungen in UCI-Ranglisten
UCI Africa Tour
| Saison    | Mannschaftswertung | Fahrerwertung       |
| --------- | ------------------ | ------------------- |
| 2007      | 20.                |                     |
| 2008      | 18.                |                     |
| 2009      | 15.                | Björn Glasner (88.) |
| 2010-2013 | -                  | -                   |

UCI America Tour
| Saison    | Mannschaftswertung | Fahrerwertung        |
| --------- | ------------------ | -------------------- |
| 2009      | -                  | -                    |
| 2010      | 31.                | Marcel Meisen (222.) |
| 2011      | 32.                | Marcel Meisen (230.) |
| 2012-2013 | -                  | -                    |

UCI Asia Tour
| Saison    | Mannschaftswertung | Fahrerwertung            |
| --------- | ------------------ | ------------------------ |
| 2009-2010 | -                  | -                        |
| 2011      | 28.                | David Kopp (110.)        |
| 2012      | 51.                | Matthias Bertling (138.) |
| 2013      | 58.                | Michael Kurth (181.)     |

UCI Europe Tour
| Saison | Mannschaftswertung | Fahrerwertung         |
| ------ | ------------------ | --------------------- |
| 2009   | 59.                | Andreas Stauff (115.) |
| 2010   | 102.               | Luc Hagenaars (780.)  |
| 2011   | 64.                | Patrick Bercz (309.)  |
| 2012   | 107.               | Michael Kurth (750.)  |
| 2013   | -                  | -                     |